# Église Saint-Romain de Séville
 (janvier 2023).
Pour les articles homonymes, voir Église Saint-Romain.
L'église Saint-Romain (espagnol : iglesia de San Román) est un édifice religieux situé à Séville, en Espagne. Datant de 1356, elle est l'une des églises les plus anciennes de la ville et fait partie des églises gothique-mudéjares.

## Histoire
Il s'agit d'une des vingt-quatre paroisses dans lesquelles est resté divisée Séville après être conquise en 1248 par le roi Ferdinand III de Castille. En 1356, l'archevêque Nuño a commandé que soit réédifiée l'église Saint-Romain existante, probablement en raison des dommages causés par le tremblement de terre qui a causé de graves dommages dans la ville. Par ses caractéristiques  constructives, elle appartient au groupe des églises gothique-mudéjares de cette ville.

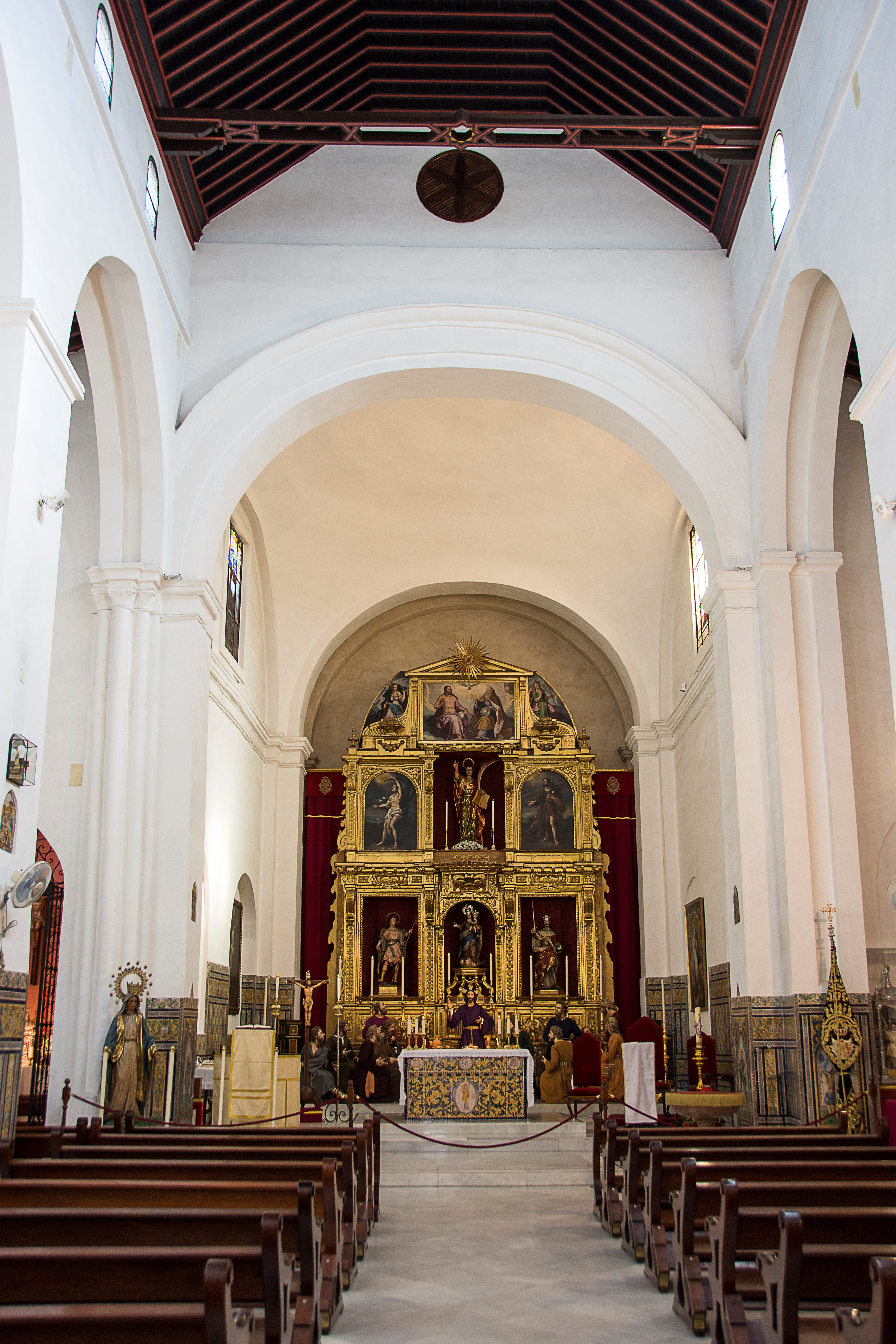
Intérieur et retable de l'église Saint-Romain.

Elle a également été - comme beaucoup d'autres de cette époque à Séville - modifiée aux XVII et XVIII siècle. Elle a été partiellement détruite par suite des troubles de la guerre civile en 1936. Elle a été restaurée en 1948. À partir de 1991 elle a été à nouveau soumise à des restaurations en étant ouverte de nouveau au culte en 2004.

## Église
La tour présente un campanile baroque réalisé entre 1702 et 1707.